# Matías Defederico
Matías Adrián Defederico (ur. 23 sierpnia 1989) to argentyński piłkarz występujący na pozycji pomocnika w indyjskim klubie Mumbai City.

## Kariera

### Klubowa
18 sierpnia 2007 roku Defederico zadebiutował w barwach CA Huracán w zremisowanym 0-0 spotkaniu z CA Tigre. W mistrzostwach Clausura 2009 Defederico na stałe przebił się do podstawowego składu zespołu prowadzonego przez Ángela Cappe. Defederico wraz z Javierem Pastore stworzył formację ofensywną, która była wielokrotnie chwalona przez argentyńskie media. W 2009 roku został za kwotę 4 milionów $ sprzedany do brazylijskiego Corinthians Paulista. Następnie był zawodnikiem Independiente, Huracánu, Al-Dhafra i Nueva Chicago. W 2015 roku podpisał kontrakt z tureckim Eskişehirsporem. Następnie grał w San Marcos Arica, a w 2016 trafił do indyjskiego Mumbai City.

### Reprezentacyjna
20 maja 2009 roku Defederico zadebiutował w barwach reprezentacji Argentyny w towarzyskim spotkaniu przeciwko reprezentacji Panamy. Podczas tego meczu Defederico zdobył swojego pierwszego gola w narodowych barwach, asystował przy drugiej bramce, zaś zespół Argentyny (który składał się tylko z graczy z rodzimej ligi) wygrał 3-1.

## Sukcesy
CA Huracán
- Argentyńska Primera División: wicemistrzostwo - Clausura 2009